# Kamoczi Ferenc
Kamoczi Ferenc (1698. október 4. – ?) magyar Jézus-társasági áldozópap és tanár.

## Élete
Magyarországi származású; 1717. október 4-én lépett a rendbe. Kolozsvárt volt a költészet tanára. 1731-ben a harmadik próbaévében kilépett a rendből. További sorsa ismeretlen.

## Munkája
- Dictator Apollo, sive Monita Poetices Candidatis instillata. Claudiopoli, 1726 (elegia)